# Hazfi Cup
Hazfi Cup är en iransk fotbollsturnering. Fram till säsongen 2002/2003 var turneringen inte av någon större vikt för de iranska fotbollsklubbarna. För att höja statusen på cupen bestämde då IFF att en av Irans två Asian Champions League-platser skall gå till vinnaren. Namnet på turneringen kommer från den persiske 1300-talspoeten Hafiz. 

## Vinnare
- 2023/2024 Sepahan
- 2022/2023 Persepolis Teheran FC
- 2021/2022 FC Nassaji Mazandaran
- 2020/2021 FC Foolad Khuzestan
- 2019/2020 Tractor Sazi FC
- 2018/2019 Persepolis FC
- 2017/2018 Esteghlal FC
- 2016/2017 Naft Tehran FC
- 2015/2016 FC Zob Ahan
- 2014/2015 FC Zob Ahan
- 2013/2014 Tractor Sazi FC
- 2012/2013 Sepahan
- 2011/2012 Esteghlal FC
- 2010/2011 Persepolis FC
- 2009/2010 Persepolis FC
- 2009    FC Zob Ahan
- 2008    Esteghlal FC
- 2007    Sepahan
- 2006    Sepahan
- 2005    Saba Battery
- 2004    Sepahan
- 2003    FC Zob Ahan
- 2002    Esteghlal FC
- 2001    Fajr Sepasi
- 2000    Esteghlal FC
- 1999    Persepolis FC
- 1998    Inställd
- 1997    Bargh Shiraz
- 1996    Esteghlal FC
- 1995    Bahman FC
- 1994    Saipa
- 1993    Inställd
- 1992    Inställd
- 1991    Persepolis FC
- 1990    Malavan
- 1989    Inställd
- 1988    Shahin Ahvaz
- 1987    Persepolis FC
- 1986    Malavan
- 1978-1985   Inställd
- 1977    Taj
- 1976    Malavan